# Monkey Man
Monkey Man è un film del 2024 co-scritto, prodotto, interpretato e diretto da Dev Patel, al suo esordio alla regia.

## Trama
In un villaggio nella foresta dell'India, Kid vive con sua madre Neela, che lo ispira raccontandogli le storie della divinità Hanuman. Baba Shakti, uno spietato leader politico della vicina città di Yatana, invia Rana Singh, il capo della polizia da lui corrotto, a scacciare gli abitanti del villaggio per acquisire le loro terre. L'intero villaggio viene bruciato e gli abitanti vengono massacrati, ma Neela riesce a nascondere Kid, il quale assiste impotente alla morte della madre per mano di Rana e rimane sfregiato alle mani.
Anni dopo, Kid si guadagna da vivere a Yatana come combattente mascherato da scimmia al "Tiger's Temple", un sanguinoso club di lotta sotterraneo, dove è incentivato a perdere gli incontri. Kid trama la sua vendetta contro Baba, che ha continuato a guadagnare seguaci e influenza politica, e Rana, che frequenta il "Kings", un bordello di lusso gestito da Queenie Kapoor, che fornisce droga e prostitute a clienti facoltosi. Per infiltrarsi al Kings, Kid fa rubare il portafoglio di Queenie e lo restituisce, ricevendo un lavoro in cucina sotto lo pseudonimo di "Bobby" e fa amicizia con Alphonso, un gangster che lavora per Queenie.
Kid, tramite il suo impiego come lottatore, aiuta Alphonso a vincere una grossa scommessa su un incontro in cambio di una promozione come cameriere, potendo così accedere al piano VIP per raggiungere Rana. Tra le prostitute di Queenie Kid conosce Sita, che gli consiglia di smettere di lavorare in un posto simile. Dopo aver comprato una pistola, Kid addestra un cane randagio a portare l'arma oltre i controlli di sicurezza e aggiunge polvere di detergente alla cocaina di Rana per affrontarlo in bagno. Tenta di sparare a Rana, ma fallisce ed è costretto a combattere per uscire dall'edificio. Tentando di fuggire con il tuk-tuk di Alphonso, Kid si schianta e viene arrestato, ma scappa attraverso la città.
Dopo essere stato quasi ucciso da uno sfruttatore armato di ascia, Kid viene colpito dalla polizia durante un inseguimento sui tetti e cade in uno stagno. Viene in seguito salvato da Alpha, il custode di un tempio locale di Ardhanarishvara, la cui comunità di donne transgender è presa di mira dal crescente movimento politico di Baba. Alpha aiuta Kid attraverso un'esperienza allucinogena ad affrontare il trauma della morte di sua madre, incoraggiandolo ad allenarsi nel combattimento. Quando il loro rifugio viene minacciato di sfratto, Kid torna a combattere di nuovo al Tiger's Temple, scommettendo su sé stesso e vincendo abbastanza soldi per salvare il tempio.
Durante la celebrazione del Dīpāvalī, il candidato di Baba, Adesh Joshi, viene eletto e il loro partito nazionalista va a festeggiare al Kings. Kid si fa strada all'interno del locale con armi improvvisate, aiutato da Alpha, le sue guerriere e Sita; nello scontro che segue la prostituta sottomette e uccide Queenie, mentre Kid picchia a morte Rana. Usando il pollice mozzato di Queenie per accedere all'attico, Kid affronta Baba, che lo ferisce mortalmente con una lama nascosta nei suoi Paduka prima di essere a sua volta ucciso dal giovane con una coltellata in fronte. Compiuta la sua vendetta, Kid crolla a terra per via delle gravi ferite riportate ed i suoi ultimi pensieri prima di perdere i sensi vanno a Neela e alla sua devozione per Hanuman.

## Produzione
Nell'ottobre 2018 è stato annunciato che Dev Patel avrebbe fatto il suo esordio alla regia dirigendo un film thriller intitolato Monkey Man.

## Promozione
Il primo trailer è stato diffuso il 16 gennaio 2024.

## Distribuzione
Inizialmente Netflix avrebbe dovuto provvedere alla distribuzione del film, ma Jordan Peele rimase così colpito dalla pellicola che decise di occuparsi personalmente della distribuzione di Monkey Man nelle sale cinematografiche tramite la sua casa di produzione cinematografica Monkeypaw Productions, in associazione con Universal Pictures. Il film è stato proiettato in anteprima mondiale al South by Southwest l'11 marzo 2024, prima di essere distribuito nelle sale statunitensi a partire dal 5 aprile seguente e il 4 aprile nelle sale cinematografiche italiane .

## Accoglienza

### Incassi
Il film ha incassato 25116955 $ in Nord America e 10154676 $ nel resto del mondo per un totale di 35271631 $.

### Critica
Il film è stato accolto positivamente dalla critica. Sull'aggregatore di recensioni Rotten Tomatoes ha ottenuto l'89% di consenso, basato su 304 recensioni, mentre su Metacritic ha un punteggio di 70 su 100 basato su 48 recensioni.